# (4997) Ksana
(4997) Ksana est un astéroïde de la ceinture principale.

## Description
(4997) Ksana est un astéroïde de la ceinture principale. Il fut découvert le 6 octobre 1986 à Naoutchnyï par Lioudmila Karatchkina. Il présente une orbite caractérisée par un demi-grand axe de 2,87 UA, une excentricité de 0,33 et une inclinaison de 32,8° par rapport à l'écliptique.

## Compléments